# Кужаче (Конецький повіт)
Кужаче (пол. Kurzacze) — село в Польщі, у гміні Ґоварчув Конецького повіту Свентокшиського воєводства.
Населення — 140 осіб (2011).
У 1975-1998 роках село належало до Радомського воєводства.

## Демографія
Демографічна структура на день 31 березня 2011 року:
|          | Загалом | Допрацездатний вік | Працездатний вік | Постпрацездатний вік |
| -------- | ------- | ------------------ | ---------------- | -------------------- |
| Чоловіки | 76      | 18                 | 47               | 11                   |
| Жінки    | 64      | 13                 | 32               | 19                   |
| Разом    | 140     | 31                 | 79               | 30                   |